# 大寒 (電影)
《大寒》（英語：The Big Chill）為1983年出品的美国好萊塢喜劇，由勞倫斯·卡斯丹執導。由湯姆·貝林傑、格倫·克洛斯、傑夫·高布倫、威廉·赫特及凱文·克萊、梅格·蒂莉等人主演。描寫的是美國嬰兒潮時期一群大學時朋友於畢業15年後，因為一位朋友自殺而連繫見面的聚會。1990年代成名的凯文·科斯特纳扮演故事主軸的自殺者同學，不過所有露臉戲份均於後製遭剪輯刪去。

## 外部連結
- 互联网电影数据库（IMDb）上《大寒》的资料（英文）
- 爛番茄上《大寒》的資料（英文）
- AllMovie上《大寒》的资料（英文）